# 徐良傅
徐良傅（1516年—？），字子弼，號少初，江西撫州府東鄉縣人，民籍，明朝政治人物。

## 生平
嘉靖十三年（1534年）甲午科江西鄉試第八名舉人，十七年（1538年）中式戊戌科會試第四十名，三甲第一百二十六名進士。授武進縣知縣，升吏科給事中，以言事削籍為民。

## 著作
著有《愛吾盧集》。

## 家族
曾祖徐祿；祖父徐誠，壽官；父徐紀，訓導。母樂氏。嚴侍下。兄徐良器。